# Andrzej Stasiewicz
Andrzej Stasiewicz (ur. 1956) – polski fizyk, absolwent Uniwersytetu Warszawskiego, popularyzator informatyki, przedsiębiorca, wykładowca Wydziału Matematyki i Informatyki Uniwersytetu w Białymstoku.
Autor publikacji książkowych z zakresu programowania. Jego prace dotyczą języka C++, w tym środowiska C++ Builder, a także języka Java, platformy Android, algorytmiki i symulacji komputerowych. Jego książki z serii C++. Ćwiczenia… stanowią podręczniki akademickie dla kierunków technicznych i informatycznych na wielu polskich uczelniach.

## Twórczość
- Świat w kostkach RAM (1995), wyd. Lupus ISBN 83-85545-31-X;
- C++. Całkiem inny świat (1997), wyd. Helion ISBN 83-86718-80-3;
- C++ Builder. Całkiem inny świat (1998),  wyd. Helion ISBN 83-7197-038-2;
- C++ Builder. 20 efektownych programów (2002), wyd. Helion ISBN 83-7197-656-9;
- C++ Builder. Symulacje komputerowe (2003), wyd. Helion ISBN 83-7361-052-9;
- Tablice informatyczne C++ (2004), wyd. Helion ISBN 83-7361-775-2;
- C++. Ćwiczenia praktyczne (2004), wyd. Helion ISBN 83-7361-479-6;
- C++ i przestrzeń 3D (2004), wyd. Translator ISBN 83-89054-30-2;
- C++. Ćwiczenia zaawansowane (2005), wyd. Helion ISBN 83-7361-766-3;
- Drukujemy siatki dyfrakcyjne i soczewki Fresnela (2011), wyd. Mikom ISBN 83-7279-369-7;
- C++11. Nowy standard. Ćwiczenia (2012),  wyd. Helion ISBN 978-83-246-3935-9;
- Android. Podstawy tworzenia aplikacji (2013), wyd. Helion ISBN 978-83-246-7006-2;
- Android Studio. Podstawy tworzenia aplikacji (2015), wyd. Helion ISBN 978-83-283-1398-9.